# Bibasis etelka
Bibasis etelka is een vlinder uit de familie van de dikkopjes (Hesperiidae). De wetenschappelijke naam van de soort is voor het eerst geldig gepubliceerd in 1871 door William Chapman Hewitson. Deze soort wordt wel tot de Burara-soortengroep gerekend.